# Vuoksujärvi
Vuoksujärvi är en sjö i Kiruna kommun i Lappland och ingår i Torneälvens huvudavrinningsområde. Sjön har en area på 2,34 kvadratkilometer och ligger 356 meter över havet. Vuoksujärvi ligger i Torne och Kalix älvsystem Natura 2000-område. Sjön avvattnas av vattendraget Särkijoki.

## Delavrinningsområde
Vuoksujärvi ingår i det delavrinningsområde (756004-174675) som SMHI kallar för Utloppet av Vuoksujärvi. Medelhöjden är 366 meter över havet och ytan är 9,33 kvadratkilometer. Räknas de 6 avrinningsområdena uppströms in blir den ackumulerade arean 84,93 kvadratkilometer. Särkijoki som avvattnar avrinningsområdet har biflödesordning 3, vilket innebär att vattnet flödar genom totalt 3 vattendrag innan det når havet efter 365 kilometer. Avrinningsområdet består mestadels av skog (27 procent) och sankmarker (41 procent). Avrinningsområdet har 2,52 kvadratkilometer vattenytor vilket ger det en sjöprocent på 27 procent.

## Historia
Vuoksujärvi omnämns i gamla skattelängder som Waxesua Tresk (1559), Woxuar (1568) eller Vaxsa (1576). Sjön brukades av samer inom den historiska lappbyn Siggevara eller Lulebyn (Nederbyn), som omfattade den östra delen av Jukkasjärvi socken.